# Bush australien
Pour les articles homonymes, voir Bush.

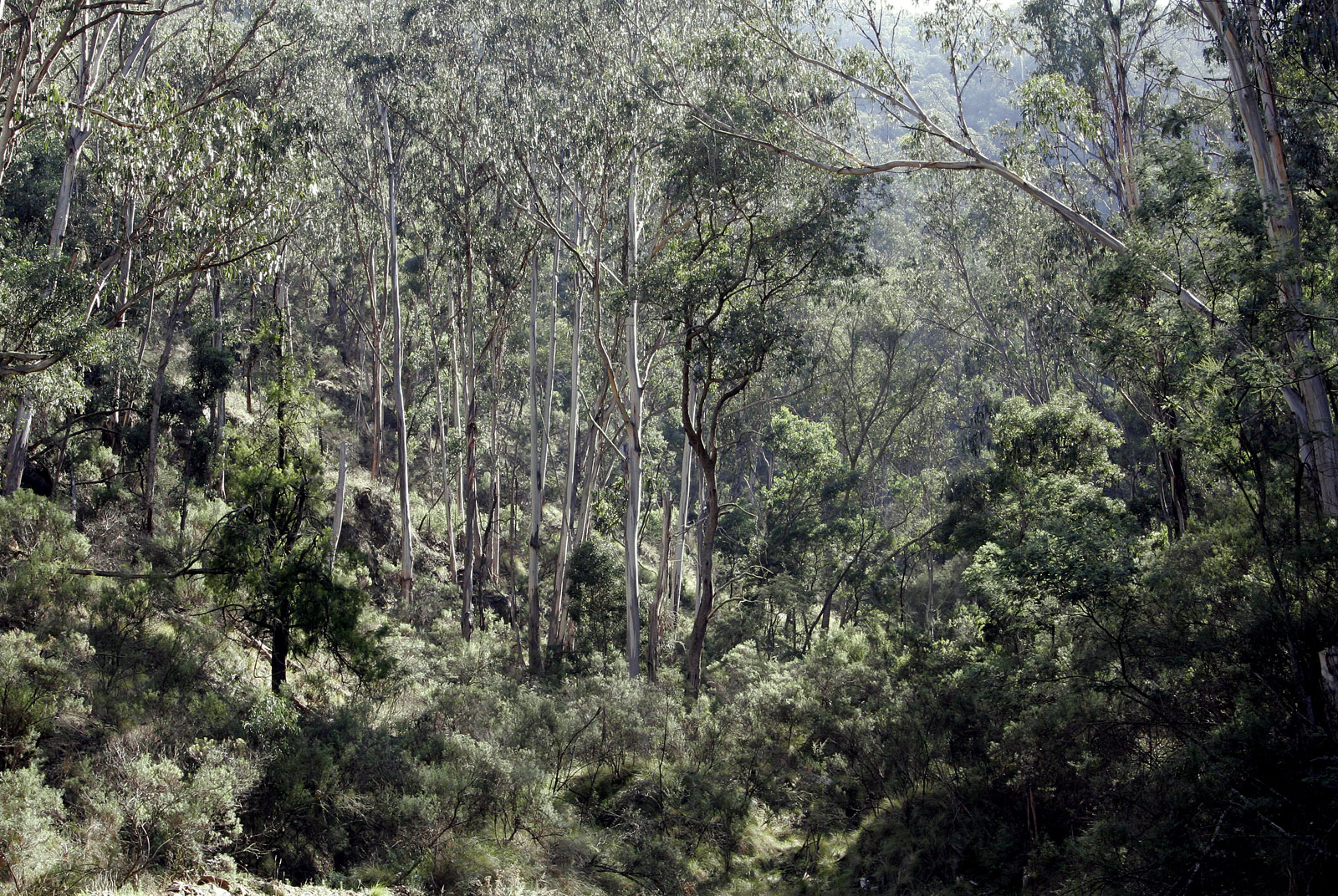
Un paysage de bush dans l’État de Victoria en Australie.

Le bush australien occupe environ 800 000 km2, répartis en deux grandes écorégions de type forêts, bois et broussailles méditerranéens :
- Les forêts, bois et broussailles du sud-ouest australien,
- Les mallees et bois du sud australien.

La formation végétale est clairsemée et organisée en deux strates, une strate arbustive de type sclérophylle (à feuilles dures) et/ou épineuse, et une strate sous-arbustives représentée par des broussailles se développant en climat méditerranéen.

## Le sud-ouest
Le sud-ouest australien (493 000 km2) au sol sableux reçoit légèrement plus de précipitations, que dans les autres environnements méditerranéens, il peut ainsi accueillir une flore et une faune plus riche, et puisqu'il est entouré par l'outback, l'endémisme y est important. Près de 70 % des 5 500 espèces de plantes qui s'y sont adaptées sont endémiques.
L'expansion de l'agriculture, l'arrivée de plantes herbes étrangères, de nouveaux animaux, le développement urbain ainsi que l'introduction du parasite Phytophtora fungus sont les principales menaces qui pèsent sur cet habitat, menacé.
Parmi les plantes prédominantes, on retrouve :
- Des eucalyptus : Eucalyptus lehmannii, le jarrah (Eucalyptus marginata, utilisé pour la fabrication de clôtures), le mallee rouge (Eucalyptus erythronema), etc.
- Cephalotus follicularis, une plante carnivore endémique.
- Des orchidées bleues de Chine (Caladenia gemmata).
- Thysanotus multiflorus.

On retrouve quelques oiseaux :
- Le mérion élégant (Malurus elegans), endémique.
- Le mérion splendide (Malurus splendens), endémique.
- Le méliphage chanteur (Lichenostomus virescens), endémique.
- L'atrichorne bruyant (Atrichornis clamosus), endémique.

Quelques reptiles :
- Le geckos Diplodactylus polyophthalmus.
- Le lézards Egernia pulchra.
- Le serpent Ramphotyphlops leptosoma.
- Des grenouilles (Litoria adelaidensis, Heleioporus inornatus et Metacrinia nichollsi).

Des mammifères :
- Le lièvre-wallaby rayé (Lagostrophus fasciatus), endémique.
- Une petite souris marsupiale (Ningaui yvonnae), endémique.
- Le numbat ou marsupial fourmilier (Myrmecobius fasciatus).
- Le phascogale rouge (Phascogale calura).
- La souris à miel (Tarsipes rostratus).

## Le sud(310 000km2)
Les dunes côtières du sud-ouest sont caractérisées par la prédominance du Mallee (Eucalyptus diversifolia) et par la présence de nombreux oiseaux.
L'agriculture et les pâtures ont eu raison de la végétation de cette région qui a en majorité disparu.
Parmi les plantes, on retrouve :
- Eucalyptus diversifolia
- Melaleuca lanceolata
- Hakea rugosa
- de nombreuses herbacées (Orthrosanthus multiformis, Baeckea crassifolia, Pheballium bullatum, etc.)

Oiseaux :
- Le diamant à queue de feu (Stagonopleura bella), endémique.
- L'alouette des champs (Alauda arvensis), introduite.
- Le petit corbeau (Corvus mellori), endémique.
- Le siffleur de Gilbert (Pachycephala inornata), endémique.
- Le siffleur à face rousse (Pachycephala rufogularis), endémique et menacé.